# Dissertatio cum Nuncio Sidereo
Dissertatio cum Nuncio Sidereo (v překladu Rozprava s Hvězdným poslem) je spis Johannese Keplera, vydaný během jeho pobytu na dvoře císaře Rudolfa II. v Praze v roce 1612. Kepler tímto spisem reagoval na knihu Sidereus Nuncius (v překladu Hvězdný posel, Benátky 1610), ve které Galileo Galilei publikoval svá první pozorování provedená dalekohledem, především objev fází Venuše a Jupiterových měsíců.

## Dissertatio cum Nuncio Sidereo III

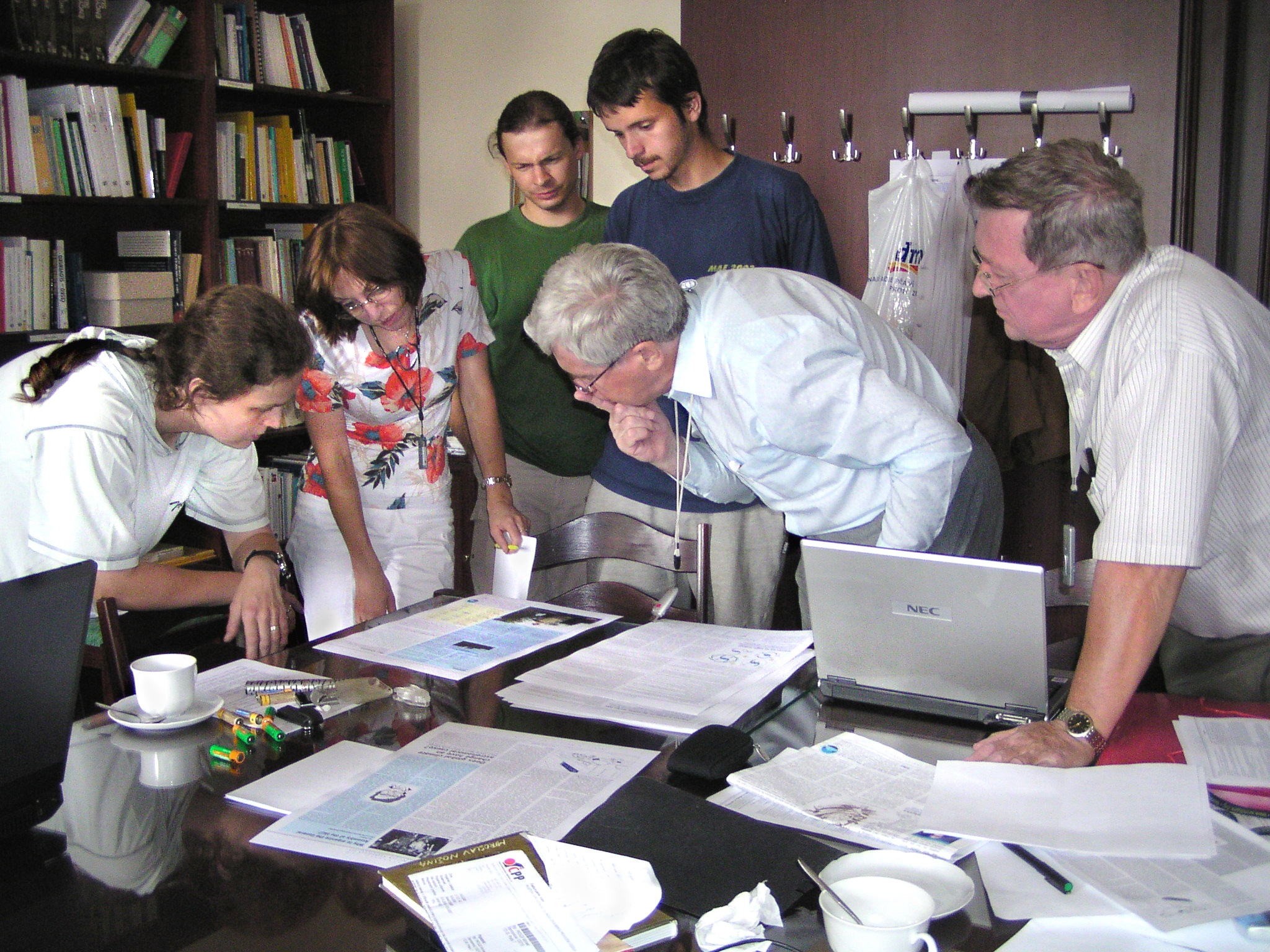
Příprava prvního čísla novin Dissertatio cum Nuncio Sidereo III

Současní astronomové si však pod pojmem Dissertatio cum Nuncio Sidereo vybaví spíše noviny, které vycházely během mezinárodního astronomického kongresu v Praze (2006). Byly vydávány každý všední den po dobu konání kongresu a jejich celý název zněl Dissertatio cum Nuncio Sidereo III. Jejich hlavním cílem bylo informovat o dění na kongresu. Přinášely návrhy rezolucí kongresu (včetně rezoluce o pojmu planeta), populárněji pojaté vědecké články, rozhovory se známými astronomy. Informovaly také o astronomické historii Prahy nebo o památkách v okolí Kongresového centra – dějiště kongresu. Místo se našlo i na kreslené vtipy a krátké komiksy. Sympatické bylo i to, že kromě několika krátkých informací o hlavních partnerech kongresu v nich nebyla žádná reklama.

### Redakce
Redakce časopisu pracovala v tomto složení
- Jiří Grygar (šéfredaktor)
- Petr Lála (zástupce šéfredaktora)
- Pavel Suchan a Kateřina Vaňková (sekretariát)
- Soňa Ehlerová, Daniel Fischer, Jana Olivová, Michael Prouza, Petr Scheirich, Michal Sobotka a Michal Švanda (redaktoři)
- David Ondřich a Jan Verfl (techničtí redaktoři)
- John Novotney (jazykový korektor)
- Ladislav Šmelcer a Lubomír Vaněk (ilustrátoři – karikaturisté)

## Dissertatio cum Nuncio Sidereo II
Z číslice III za názvem současných novin vyplývá, že existovaly i Dissertatio cum Nuncio Sidereo II. Tyto noviny vycházely během minulého pražského astronomického kongresu (1967). Předsedou jejich redakční rady byl Jiří Grygar, jejich šéfredaktorem Bohumil Bílek.
Symbolické je, že Dissertatio cum Nuncio Sidereo (1612) vyšel latinsky, Dissertatio cum Nuncio Sidereo II (1967) byly psány z větší části francouzsky, z menší anglicky a Dissertatio cum Nuncio Sidereo III (2006) vycházely anglicky.

## Další fotografie

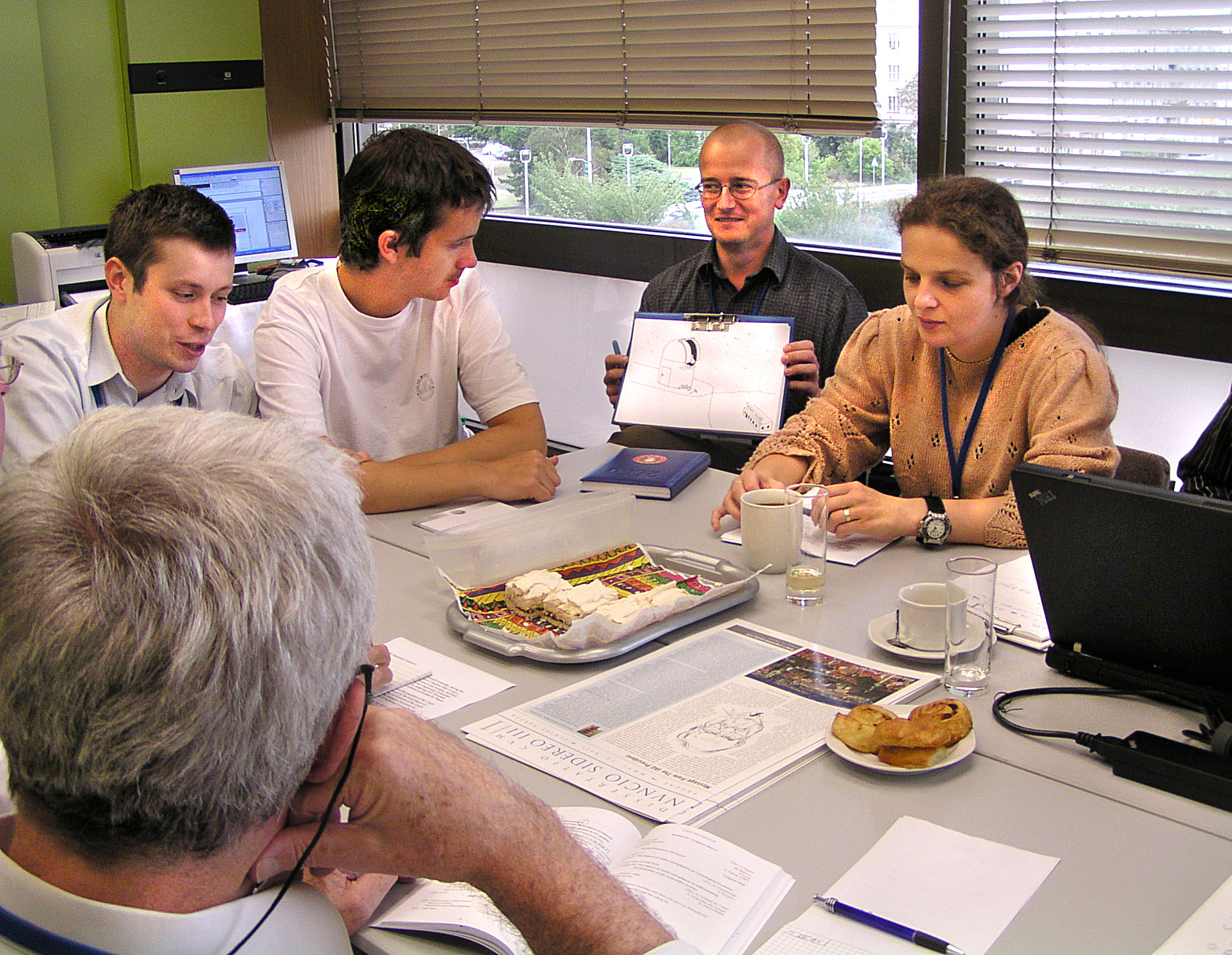
Porada redakce
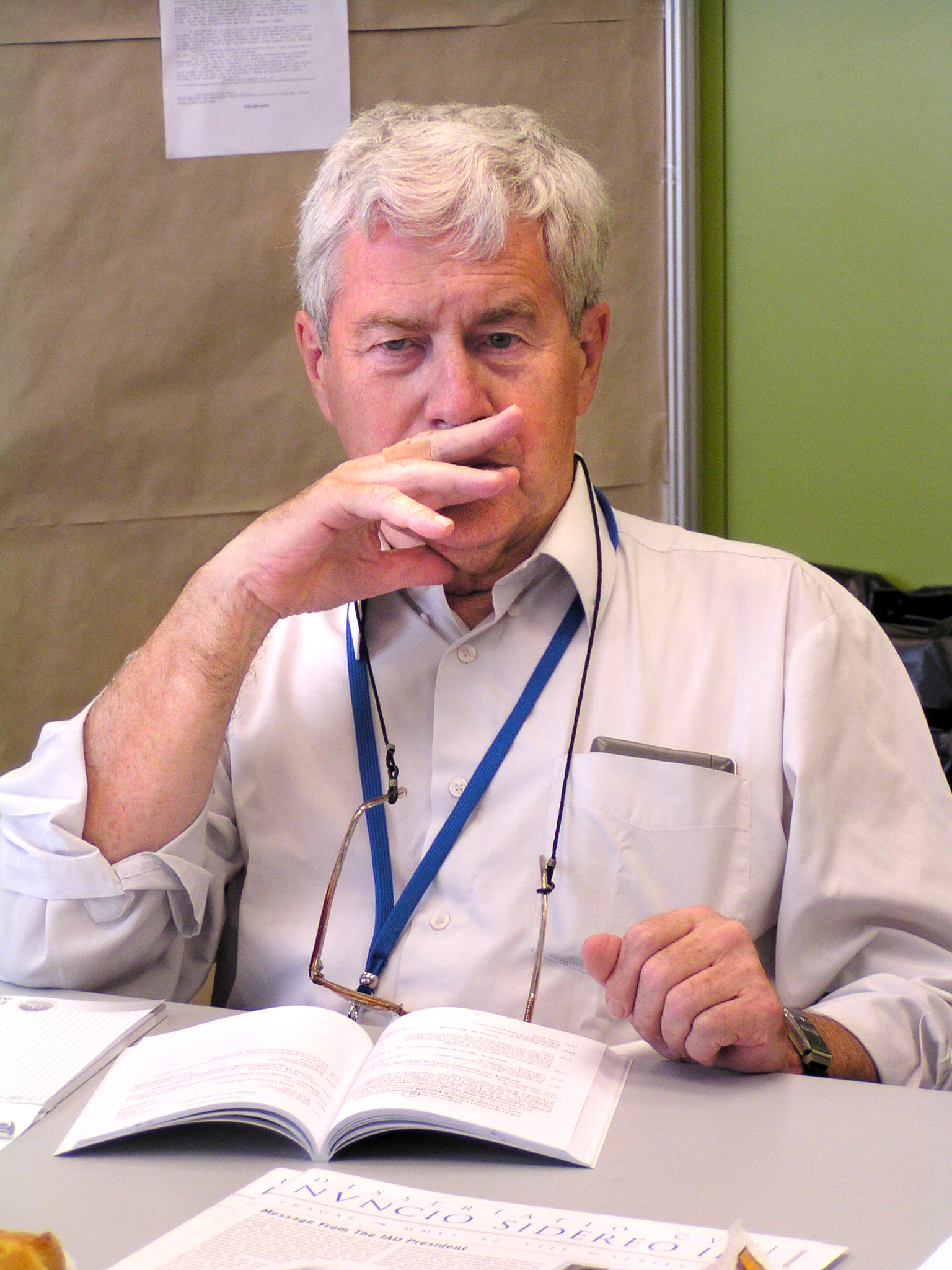
Jiří Grygar
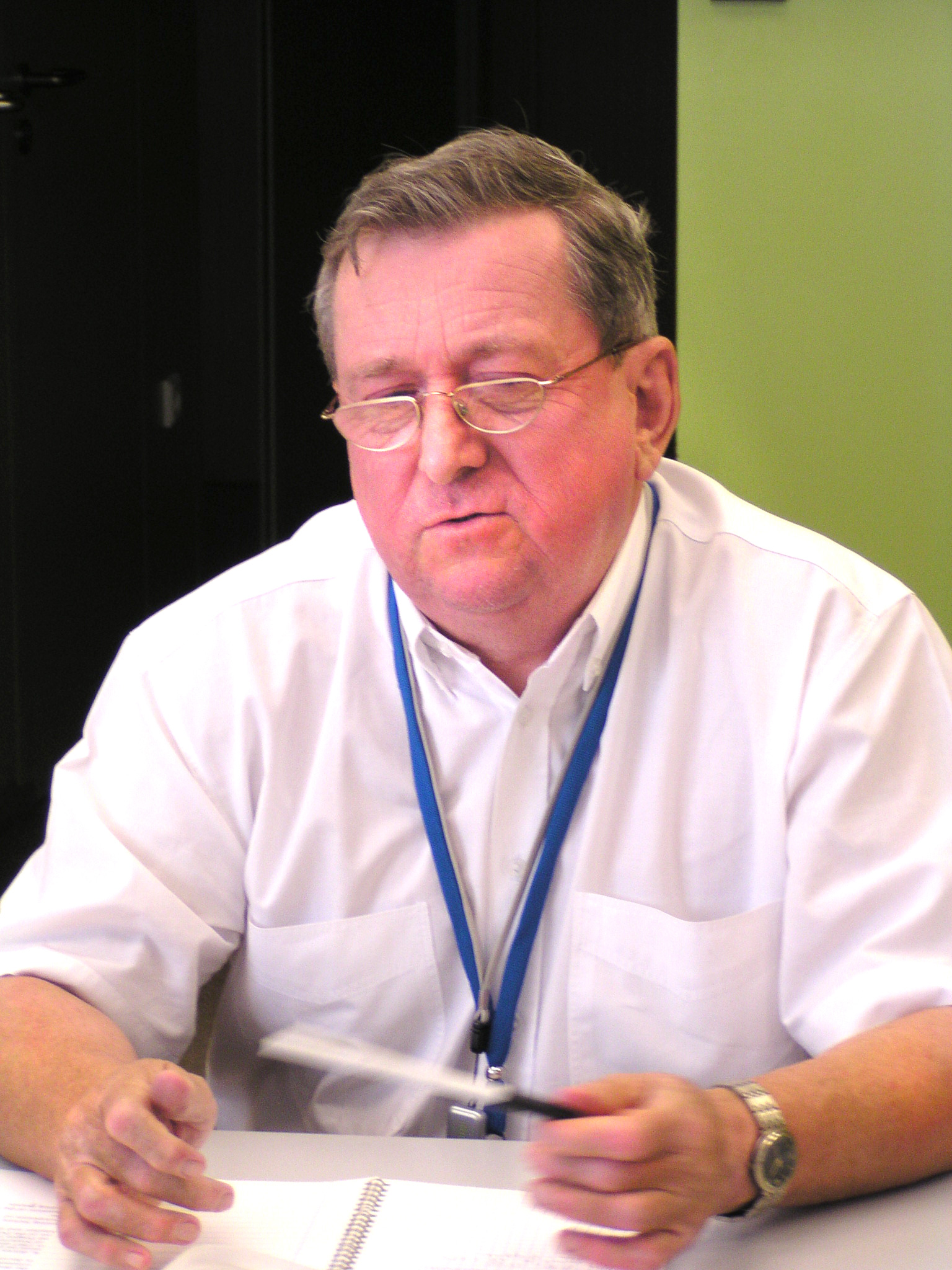
Petr Lála
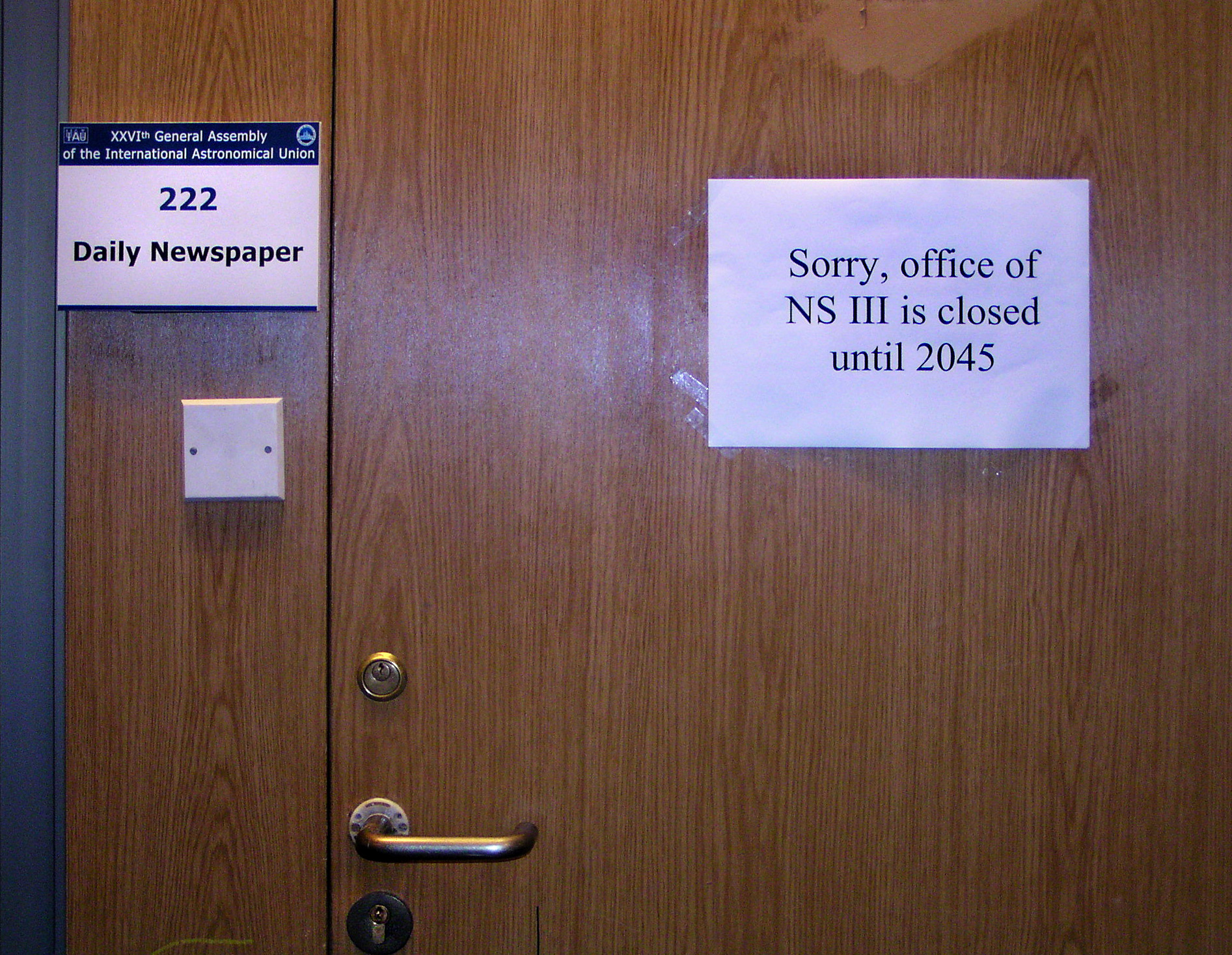
Redakce doufala, že v roce 2045 bude – opět po 39 letech – vydávat kongresové noviny